# 志木市
志木市（しきし）は、埼玉県の南西部 に位置する市。地名は隣接する新座市と共に新羅郡に由来する。
人口は約7万5千人。1970年（昭和45年）市制施行。

## 概要
埼玉県南部の荒川西岸に立地する。
江戸時代、市内を流れる新河岸川の舟運により引又河岸（現在の市役所付近の新河岸川周辺）が商業地として発展した。この周辺の経済基盤を背景として、大正期には東武東上線が誘致され、その開業と同時に志木駅が設置された。昭和後期には、館の柳瀬川河畔に志木ニュータウンが造成され柳瀬川駅が開業し、現在は東京圏のベッドタウンとなっている。
面積は日本の市の中で6番目に小さい。
全国に先駆け、2002年（平成14年）より市独自に小学校低学年の少人数学級を導入した。ほかにも、新成人自らが毎年企画・運営して成人式を開催するなど、進んだ教育施策をとっている。
こうした取り組みは、周辺自治体から一定の評価を受けたようで、2004年（平成16年）に内閣府経済社会総合研究所が全国自治体を対象に実施した「生活者の視点による地域活力・活性化に関するアンケート調査」において、当市は「目標とする自治体」の全国第4位となっている。

## 地理

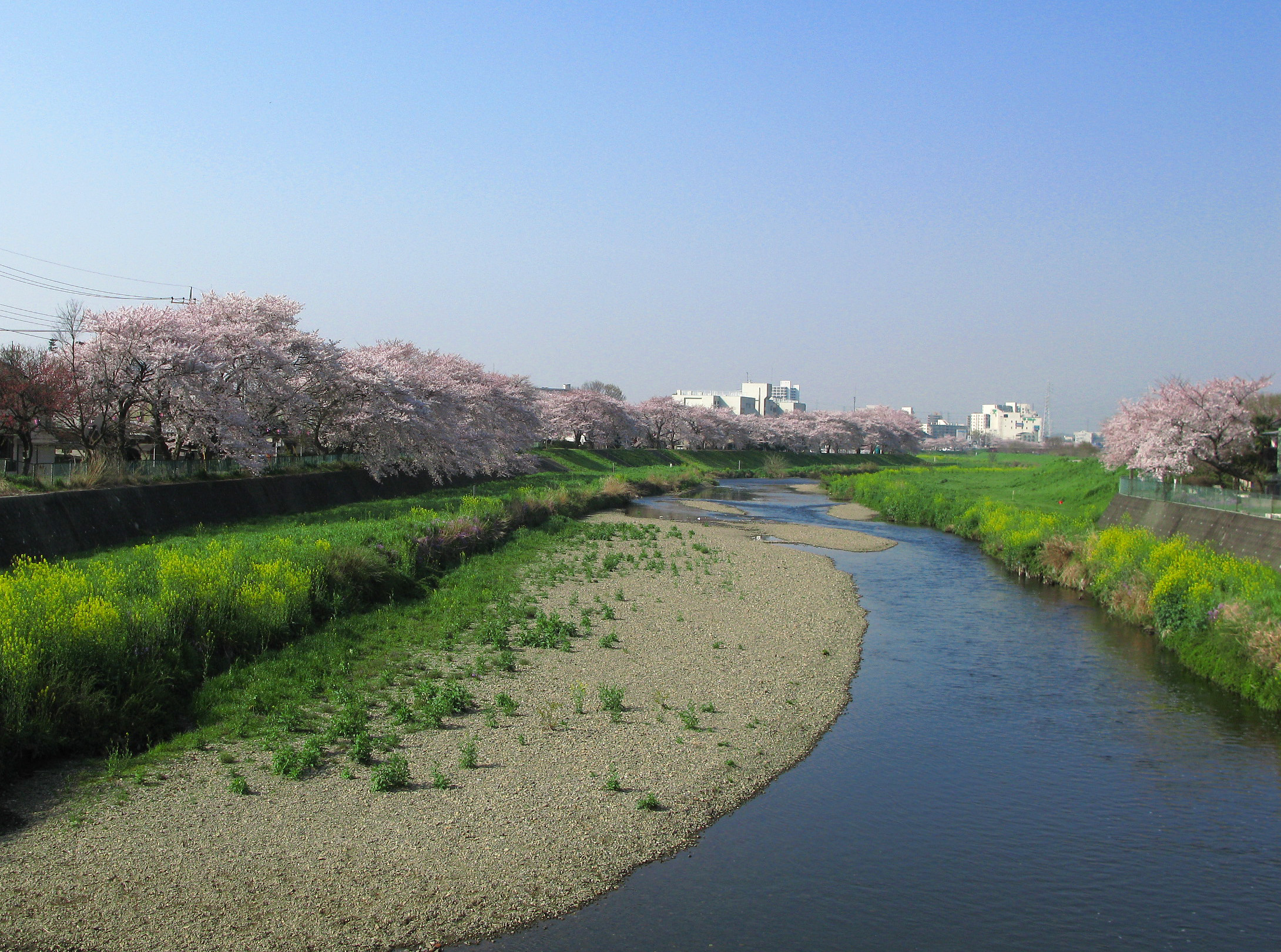
志木市柏町付近の柳瀬川（2009年4月）

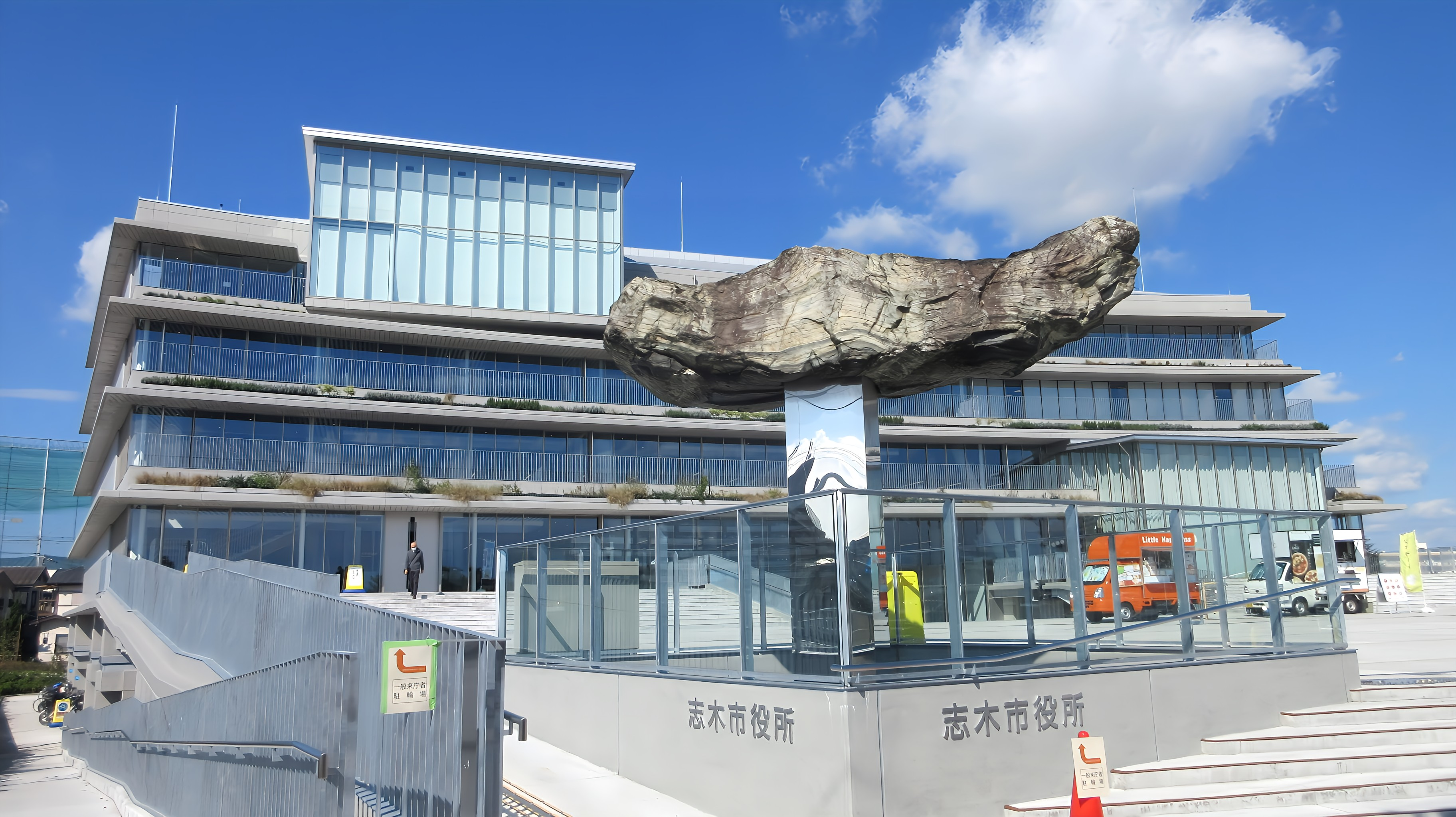
柳瀬川に沿って建つ志木市役所

市内を新河岸川および柳瀬川が流れ、両川は市内で合流する。市東端のさいたま市境には、一部を除き荒川が流れる。秋ヶ瀬橋の上流側で当市域の一部が東岸（左岸）に突き出ており、その突出部に秋ヶ瀬取水堰がある。
当市は荒川とその支流の新河岸川に挟まれた荒川低地、古多摩川の扇状地にあたる武蔵野台地、武蔵野台地が柳瀬川によって浸食されてできた柳瀬川低地の3つに分けることができる。荒川低地は標高5メートル程度、武蔵野台地は標高10-20メートルである。

### 隣接する自治体（行政区）
- 朝霞市 - 当市南東側で隣接する。当市と一体化した市街地を形成。旧内間木村は現志木市・旧水谷村と共に志紀町を構成していた。
- さいたま市（桜区） - 市北側で、荒川を挟んで隣接する。羽根倉橋・秋ヶ瀬橋で接続され、バスも走る。但し、前者を渡る場合、渡る前に一旦富士見市南畑新田を通ることになる。
- 新座市 - 市南側で隣接し、その全域で一体化した市街地を形成。東武東上線志木駅や志木陸橋は新座市に位置する。その他「志木」を含んだ施設の名称は、新座市側でも多く見られる。
- 富士見市 - 市西側で隣接する。富士見市水谷東などでは当市市街に近く、繋がりが強い。旧水谷村は現志木市・旧内間木村と共に志紀町を構成していた。
- 入間郡三芳町 - 市最南西端で柳瀬川を挟んで隣接し、隣接面は400mほど。唯一、志木大橋で結ばれている。

平成の大合併の折には新座市、朝霞市、和光市との合併計画があったが、住民投票の結果、和光市の賛同が得られず実現しなかった。

## 地名の由来
- 古代の律令制施行による国郡里制以来の武蔵国の新羅郡（しらぎぐん）→新座郡（にいくらぐん）の「志木郷」に由来する。
- 1874年、いわゆる明治の大合併のとき、引又宿（ひきまた）と舘本村（たて）が合併することになったが、新村名を経済力に秀でた引又とするか歴史ある舘とするかで大もめとなり、県に仲裁を仰ぐこととなった。県は『和名抄』にあった「新座郡志木郷」の名を取って志木とすることを提案し、志木宿 と名付けられた。その後、合併や分裂による町域の変更に伴い何度も町の名前が変わり、志紀町や足立町を名乗ったこともあったが、市制施行の際に志木市となった。

## 歴史
- 1351年（観応2年）12月19日 - 宗岡の羽根倉橋周辺にて羽根倉の戦いが起こり、足利尊氏方の高麗彦四郎経澄が足利直義方の難波田九郎三郎らを破る。背景は観応の擾乱を参照。
- 室町時代中期 - 山内上杉氏家臣の豪族大石顕重が居館として柏城（かしわのじょう）を築く。
- 1524年（大永4年） - 大石信吉により柏城が改築され西の郭、大外堀が形成される。
- 1538年（天文7年） - 北条氏綱が国府台合戦で勝利したのを期に、大石定久は北条氏綱に降伏し、柏城が事実上後北条氏の持ち城となる。
- 1590年（天正18年） - 小田原の役により、柏城が豊臣秀吉勢に攻められ落城する。
- 1596年 - 1614年（慶長年間） - 徳川家康の家臣福山月斎が舘村の新しい地頭として柏城の本曲輪に居を構える。

### 江戸時代
- 1643年（寛永20年） - 引又河岸が開設される。
- 1643年（寛永20年） - 三上又兵衛が引又初代名主となる。
- 1644年（寛永21年） - 三上廻漕問屋が開業。
- 1656年（明暦2年） - 川越藩の命により井下田廻漕問屋が開業。
- 1662年（寛文2年） - 旗本岡部忠直の家臣である白井武左衛門により、新河岸川にいろは樋が架設される。
- 1784年（天明4年） - 三上七郎右衛門、井下田藤左衛門、西川武左衛門、伊兵衛（姓不詳）の四軒の廻漕問屋が活躍する。
- 1864年（元治元年） - 三上七郎右衛門、井下田藤左衛門、西川重五郎ら三軒の廻漕問屋が活躍する。

### 明治・大正時代
- 1869年（明治2年） - 引又および舘は高崎藩、宗岡は前橋藩および品川県の管轄下に置かれる。
- 1871年（明治4年） - 廃藩置県により引又・舘・宗岡ともに入間県の所属となる。
- 1872年（明治5年）6月 - 高須庄吉が発起人となり、本町の敷島神社に富士塚（田子山富士）が築造される。
- 1873年（明治6年）
  - 熊谷県の所属となる。
  - 引又郵便取扱所が開設される。
- 1874年（明治7年）
  - 7月 - 志木地区および宗岡地区に小学校が開校し、それぞれ志木小学校および宗岡小学校と称する。
  - 9月 - 引又村および館村が合併し志木宿となる。
- 1875年（明治8年）1月1日 - 引又郵便局となる。同年、志木郵便局と改称する。
- 1876年（明治9年）
  - 8月21日 - 志木・宗岡ともに埼玉県の所属となる。
  - 12月19日 - 大和田警察署志木分署が開設される。
- 1876年（明治9年） - 上宗岡の浅間神社に富士塚が築造される。
- 1878年（明治11年）7月22日 - 郡区町村編制法制定に伴い、新座郡志木宿となる。
- 1880年（明治13年） - 三上屋が廃業。その数年後に高須廻漕店が開業する。
- 1884年（明治17年）4月1日 - 志木消防組が設置される。
- 1889年（明治22年）4月1日 - 町村制が施行され、志木宿が改められ新座郡志木町となる。
- 1893年（明治26年）1月1日 - 宗岡尋常小学校と改称する。
- 1894年（明治27年） - 宗岡尋常小学校の校舎が新築される。
- 1896年（明治29年）
  - 3月29日 - 新座郡が北足立郡と合併し、志木町の所属が北足立郡となる。
  - 7月9日 - 志木町郵便受取所（郵便局）が開設する。
- 1897年（明治30年）12月1日 - 第八十五国立銀行が志木町に支店を開設する。
- 1902年（明治35年）4月1日 - 志木尋常高等小学校と改称する。
- 1905年（明治38年）4月1日 - 宗岡尋常高等小学校と改称する。
- 1913年（大正2年） - 宝幢寺の境内に浦和治安裁判所志木出張所（登記所）が置かれる。
- 1914年（大正3年）
  - 5月1日 - 東上線が池袋駅 - 田面沢駅間で開業し、志木町に志木駅が設置される。
  - 志木に初めて電灯がつく。
- 1916年（大正5年）6月28日 - 浦和 - 志木間に乗合バスが開業する。
- 1921年（大正10年）2月 - 細田裁縫女学校（細田学園女子高等学校）が創設される。
- 1924年（大正13年）
  - 5月15日 - 志木 - 所沢間に乗合バスが開業する。
  - 志木町役場の庁舎が新築される。

### 昭和 - 令和

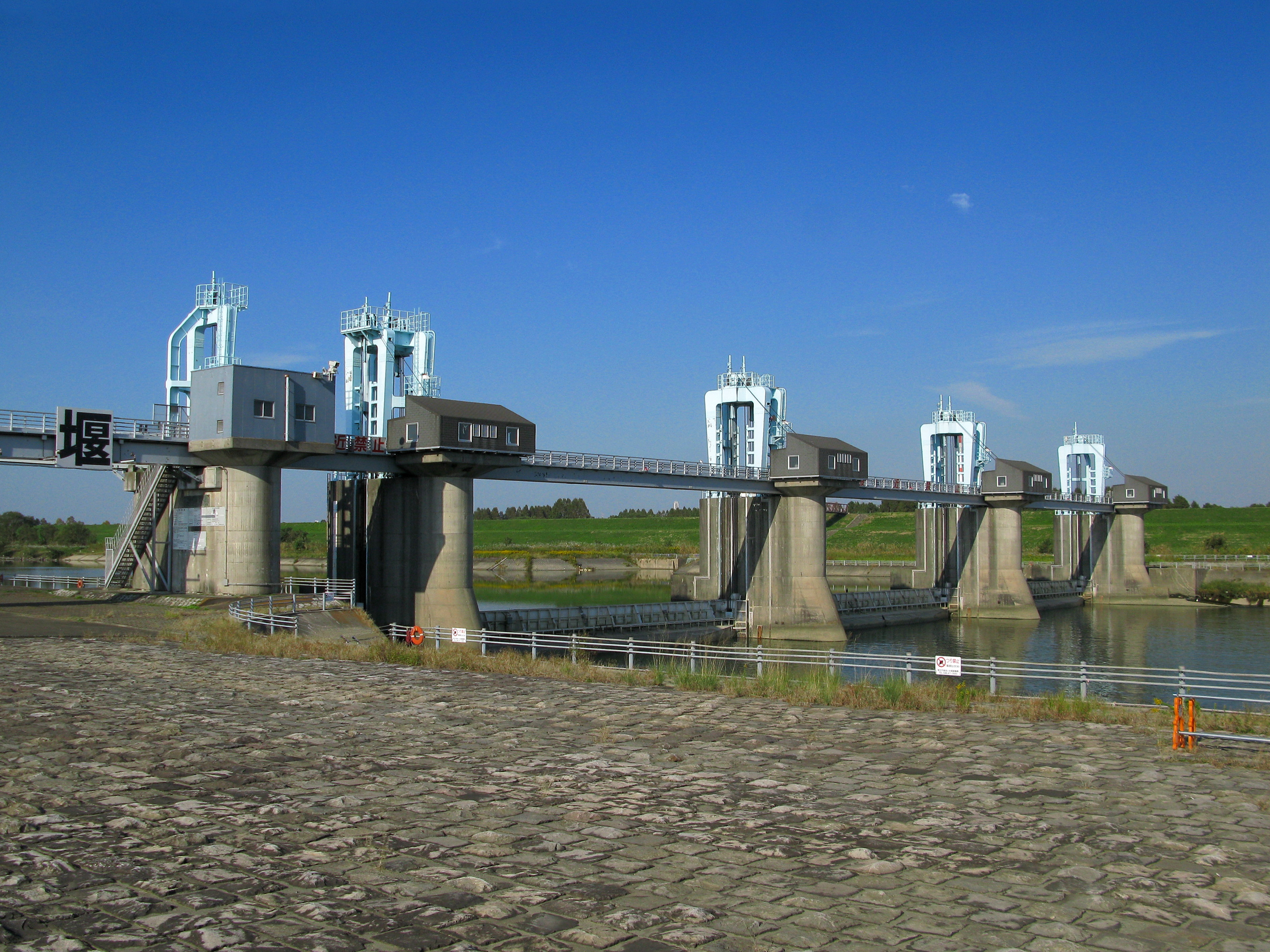
秋ヶ瀬取水堰

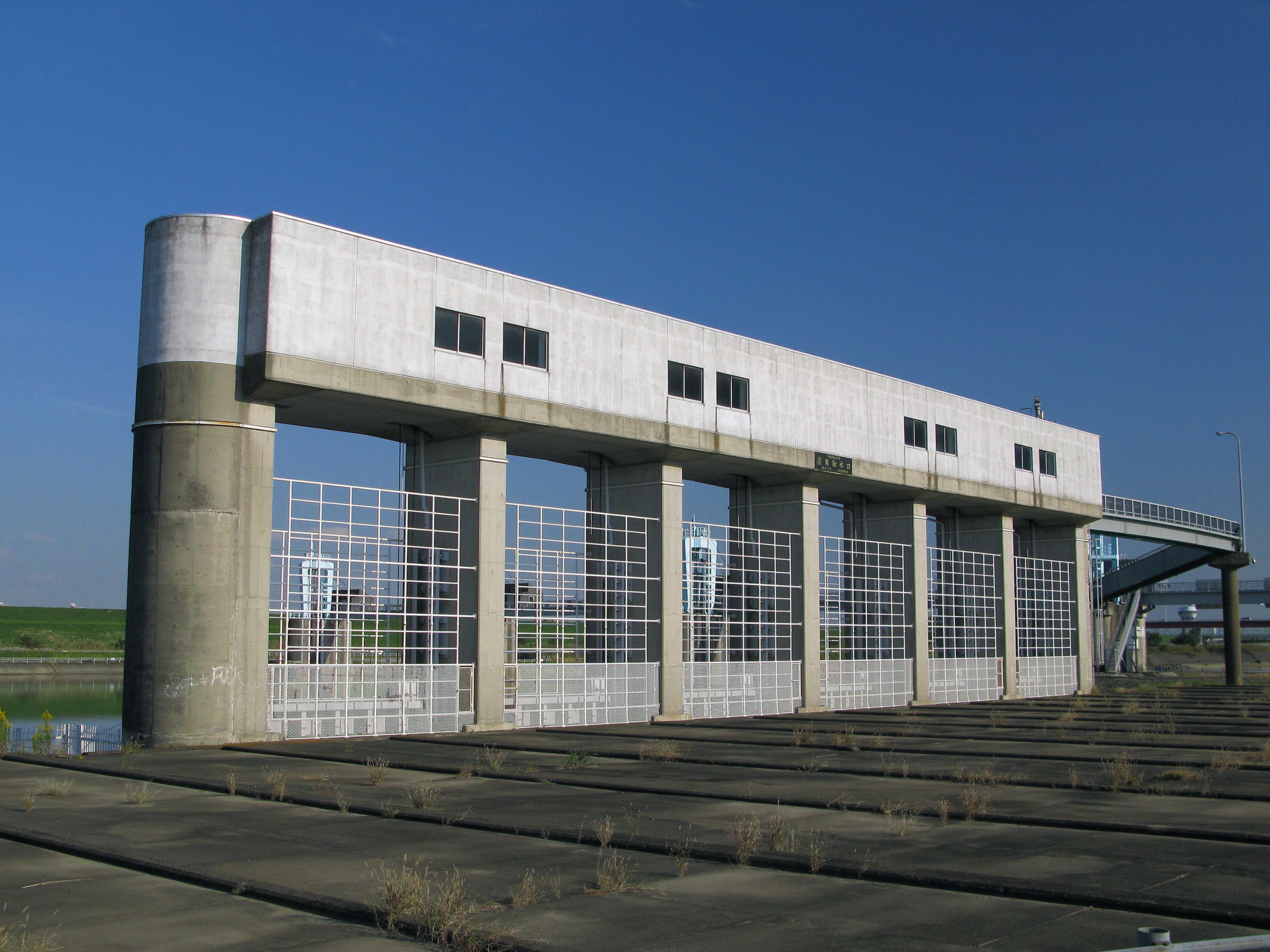
宗岡取水口

- 1929年（昭和4年）10月31日 - 宗岡閘門及び洗堰ができる。
- 1930年（昭和5年）
  - いろは橋が架設される。
  - 新河岸川改修工事の竣工式が挙行される。
- 1931年（昭和6年） - 県の通船停止令により、新河岸川の舟運が終了する。
- 1936年（昭和11年） - 埼玉第一飛行場（のち浦和飛行場）が着工。
- 1937年（昭和12年）10月 - 松永安左エ門によって、東邦電力の研究施設として町内に「東邦産業研究所」が設立される。
- 1939年（昭和14年）4月7日 - 町立志木商業学校が創立される。
- 1944年（昭和19年）2月11日 - 北足立郡志木町および内間木村、入間郡宗岡村および水谷村が合併し、北足立郡志紀町が発足する。
- 1945年（昭和20年）4月3日 - 太平洋戦争下の空襲で、幸町一丁目に米軍B-29が時限爆弾を8発投下。後に爆発して民家の母屋と物置が吹き飛び、防空壕に避難していた5人が巻き込まれ死亡。
- 1947年（昭和22年）4月1日 - 志紀町に志紀中学校が開設される。
- 1947年（昭和22年）12月15日 - 慶應義塾獣医畜産専門学校が神奈川県川崎市から志紀町に移設される。
- 1948年（昭和23年）4月1日 - 志紀町が分離し、合併前の志木町、宗岡村、水谷村、内間木村となる（いずれも北足立郡）。町立志木商業学校の名称を町立志木高等学校と改める。慶應義塾獣医畜産専門学校を慶應義塾農業高等学校に改称する。
- 1949年（昭和24年）3月29日 - 町立志木高等学校を廃止し、その跡に志木中学校を移設する。
- 1949年（昭和24年）4月 - 志木公民館が落成される。
- 1951年（昭和26年）7月16日 - 宗岡公民館が落成される。
- 1954年（昭和29年）8月11日 - 県道新座川越線（通称「防衛道路」）が完成する。
- 1955年（昭和30年）5月3日 - 志木町と宗岡村が合併し、足立町（あだちまち）が発足する。
- 1957年（昭和32年）4月1日 - 慶應義塾農業高等学校を普通科高校とし、名称を慶應義塾志木高等学校と改める。
- 1960年（昭和35年）
  - 立教高等学校が池袋から新座町に移転となり、これに合わせて志木駅に南口が開設される。
  - 埼玉県下で最も早く救急車が備えられる。
- 1964年（昭和39年）11月 - 水資源開発公団による秋ヶ瀬取水堰が完成する。
- 1965年（昭和40年）
  - 市場坂上付近の野火止用水が暗渠となり、道路が拡張される。
  - 10月31日 - 志木電報電話局が開設される。
  - 12月16日 - 大字志木（現・志木市幸町4丁目）に国際興業バス川越営業所志木分車庫が開設される。
- 1967年（昭和42年）
  - 6月 - 足立町消防新庁舎を竣工する。
  - 9月27日 - 足立町消防本部が設置される。
- 1968年（昭和43年）4月1日 - 志木第二小学校が開設される。
- 1969年（昭和44年）4月15日 - 柏町に第一保育所が開設される。
- 1970年（昭和45年）
  - 10月26日 - 志木町と改称、即日市制し、志木市となる。同時に、市章を制定する[8]。
  - 3月31日 - 宗岡浄水場が完成する。
- 1972年（昭和47年）
  - 4月1日 - 中宗岡に第二保育所が開設される。
  - 5月31日 - 現在の市庁舎が落成する。
- 1973年（昭和48年）
  - 4月1日 - 宗岡第二小学校および志木第二中学校が開設される。
  - 11月1日 - 宗岡地区の町名が上宗岡・中宗岡・下宗岡・宗岡となる。
  - 11月25日 - 第1回産業祭が開催される。
- 1974年（昭和49年）4月1日 - 埼玉県立志木高等学校が開校する。幸町に第三保育所が開設される。
- 1975年（昭和50年）
  - 4月1日 - 志木第三小学校および宗岡中学校が開設される。
  - 4月11日 - 本町二丁目で大火があり、42世帯141人が被災する（志木大火）。
- 1976年（昭和51年）4月1日 - 下宗岡に第四保育所が開設される。
- 1977年（昭和52年）
  - 4月1日 - 宗岡第三小学校が開設される。
  - 9月15日 - 長野県南佐久郡南牧村に志木市少年自然の家が完成する。
- 1978年（昭和53年）
  - 4月1日 - 志木市歌が制定される。第一保育所が中野保育園に、第二保育所が北美保育園に、第三保育所が西原保育園に、第四保育所がばんば保育園にそれぞれ改名される。
  - 5月1日 - 市民会館が開館する。
- 1979年（昭和54年）
  - 2月9日 - 保健センターが開所する。
  - 3月1日 - 志木地区の残りの町名が館になる。
  - 4月15日 - 図書館と郷土資料館が開設される。
  - 5月7日 - 市民救急病院が開設される。
  - 8月 - 志木ニュータウンへの入居が始まる。
  - 11月8日 - 東上線柳瀬川駅が開業し、西口が設けられる。
  - 11月10日 - 消防自動車（はしご車）が備えられる。
- 1980年（昭和55年）
  - 1月29日 - いろは水門（旧宗岡閘門）が撤去される。
  - 4月1日 - 志木第四小学校および三ツ木保育園が開設される。
  - 4月23日 - 市民体育館が開設される。
  - 7月23日 - 柳瀬川駅に東口が設置される。
- 1981年（昭和56年）4月1日 - 宗岡第四小学校が開設される。
- 1982年（昭和57年）
  - 2月1日 - 埼玉運輸支局所沢自動車検査登録事務所が開設され、管轄が大宮ナンバーエリアから所沢ナンバーエリアに変更となる。
  - 4月1日 - 宗岡第二中学校が開設される。
- 1987年（昭和62年）8月25日 - 東武東上線と旧営団地下鉄有楽町線（現・東京地下鉄有楽町線）の相互直通運転が開始される。
- 1988年（昭和63年）10月24日 - 志木郵便局が柏町四丁目から本町五丁目に移転する。

- 1990年（平成2年）

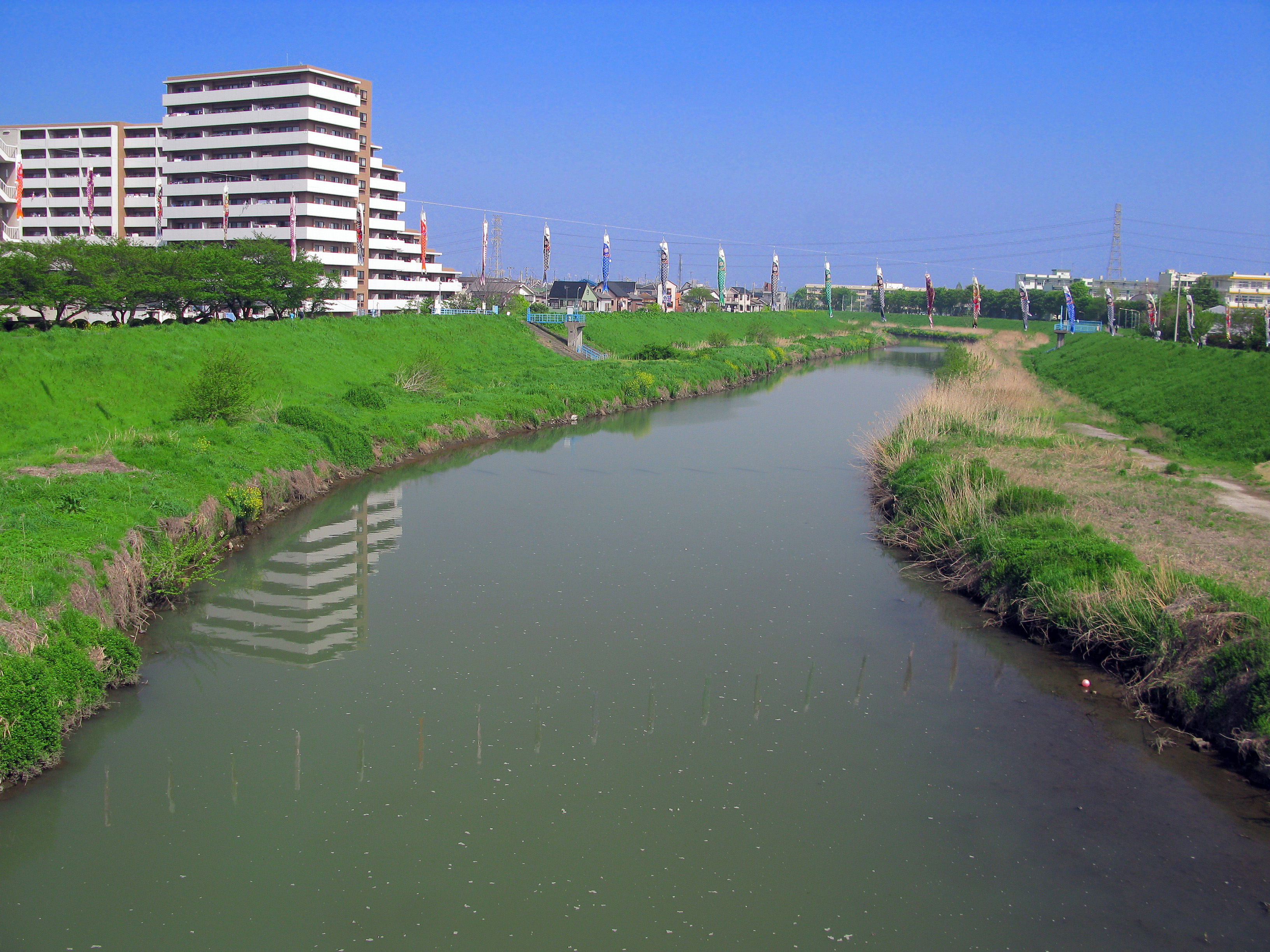
新河岸川と鯉のぼり

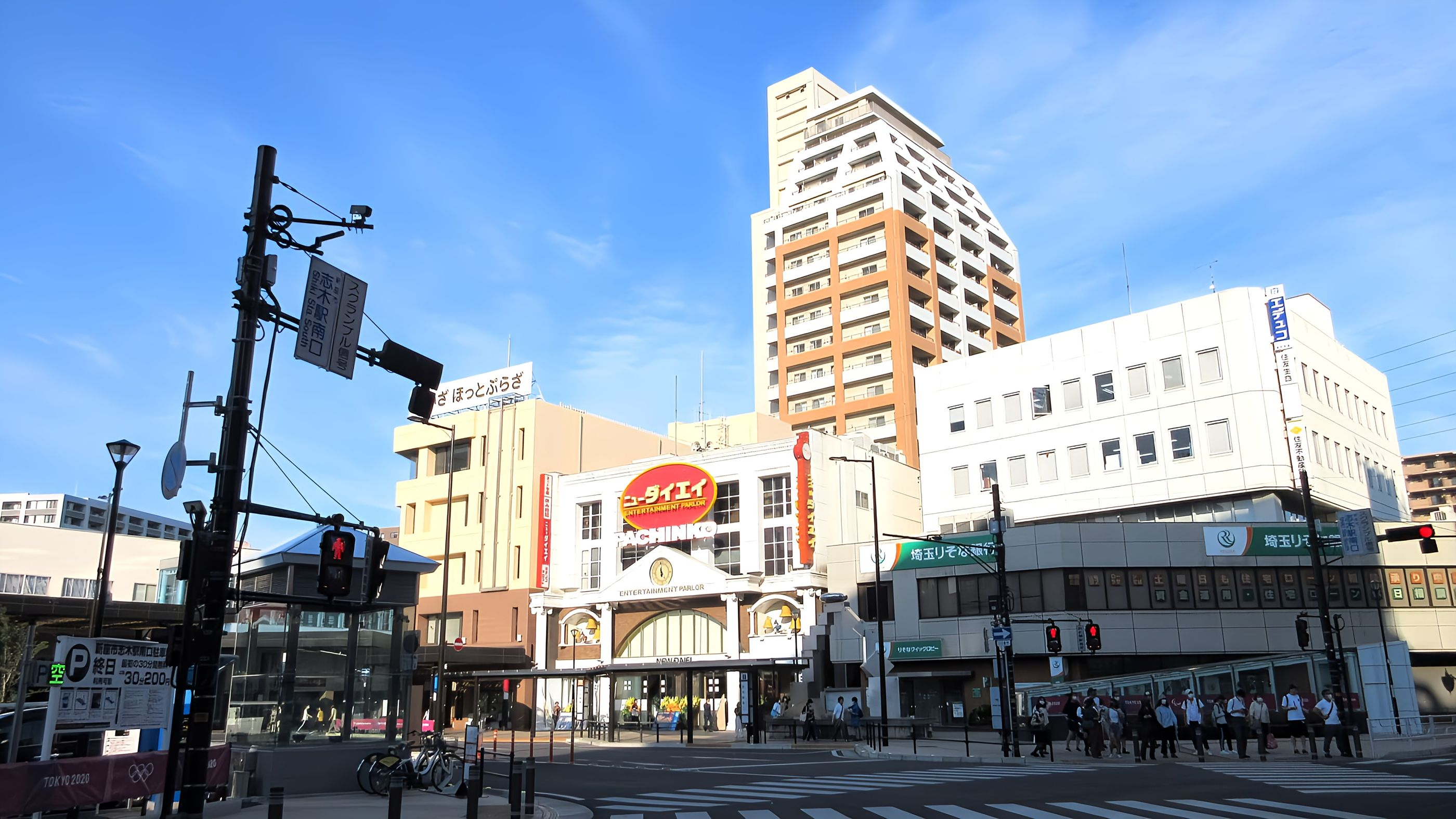
志木駅南口

  - 4月24日 - 新河岸川における鯉のぼり掲揚が行われる。
  - 11月25日 - 志木市交響楽団の第1回演奏会が行われる。
- 1992年（平成4年）
  - 3月13日 - 柳瀬川図書館が開設される。
  - 3月25日 - せせらぎの小径が一部完成する。
- 1993年（平成5年）
  - 3月16日 - 国際興業バス川越営業所志木分車庫が西浦和営業所の開設に伴い移転のため閉鎖。
  - 8月19日 - 大相撲志木場所が行われる。
- 1994年（平成6年）3月15日 - 防災行政無線運用開始。
- 1997年（平成9年）8月4日 - 群馬県館林市と「大規模災害時における相互応援に関する協定」を締結する。
- 2000年（平成12年）2月24日 - 志木駅東口再開発ビルが竣工する。同時にマルイファミリー志木がオープンする。
- 2003年（平成15年）
  - 4月1日 - いろは遊学館が開設される。
  - 7月1日 - 本町にある朝日屋原薬局が国の登録有形文化財に登録される。
- 2005年（平成17年）
  - 3月31日 - ららぽーと志木が閉館する。
  - 8月25日 - 長沼明市長が財政非常事態宣言を発令する。
- 2006年（平成18年）1月17日 - 「災害時の食糧供給等の協力に関する協定」が山崎製パン埼玉第一工場と締結される。
- 2006年（平成18年）
  - 4月1日 - 「志木市立中学校通学選択の自由化」が開始される。
  - 7月1日 - 路上喫煙防止条例が施行される。
- 2007年（平成19年）
  - 4月1日 - 志木市立救急市民病院が志木市立市民病院と改称し、リハビリテーション科が設置される。
  - 8月25日 - 長沼明市長が財政非常事態の脱却を宣言する。
- 2008年（平成20年）4月17日 - 市町村で全国初となるねんきん特別便支援相談室を設置する。
- 2008年（平成20年）
  - 4月21日 - 長野県上水内郡飯綱町と「大規模災害時における相互応援に関する協定」を締結する。
  - 6月14日 - 東京メトロ副都心線が開業。同時に、東武東上線と東京メトロ副都心線の相互直通運転が開始される。
  - 10月3日 - 人口が7万人を突破。
- 2011年（平成23年）3月11日 - 東北地方太平洋沖地震（東日本大震災）で発生した津波が秋ヶ瀬取水堰に到達。
- 2013年（平成25年）7月30日 - 千葉県香取郡東庄町と「大規模災害時における相互応援に関する協定」を結ぶ。
- 2017年（平成29年）1月27日 - 山梨県富士吉田市と文化・観光交流協定を締結。
- 2022年（令和4年）
  - 7月19日-建て替え工事を行っていた志木市役所が業務開始。
  - 8月1日-いろは親水公園がリニューアルオープン。

## 人口
| |                                        |  |
| 志木市と全国の年齢別人口分布（2005年） | 志木市の年齢・男女別人口分布（2005年） |  |
| ■紫色 ― 志木市 ■緑色 ― 日本全国 | ■青色 ― 男性 ■赤色 ― 女性              |  |
| 志木市（に相当する地域）の人口の推移 \| 1970年（昭和45年） \| 32,047人 \| \| \| 1975年（昭和50年） \| 43,548人 \| \| \| 1980年（昭和55年） \| 50,925人 \| \| \| 1985年（昭和60年） \| 58,935人 \| \| \| 1990年（平成2年） \| 63,491人 \| \| \| 1995年（平成7年） \| 64,430人 \| \| \| 2000年（平成12年） \| 65,076人 \| \| \| 2005年（平成17年） \| 67,448人 \| \| \| 2010年（平成22年） \| 69,607人 \| \| \| 2015年（平成27年） \| 72,676人 \| \| \| 2020年（令和2年） \| 75,346人 \| \| |                                        |  |
| 総務省統計局 国勢調査より |                                        |  |
| 1970年（昭和45年） | 32,047人                               |  |
| 1975年（昭和50年） | 43,548人                               |  |
| 1980年（昭和55年） | 50,925人                               |  |
| 1985年（昭和60年） | 58,935人                               |  |
| 1990年（平成2年） | 63,491人                               |  |
| 1995年（平成7年） | 64,430人                               |  |
| 2000年（平成12年） | 65,076人                               |  |
| 2005年（平成17年） | 67,448人                               |  |
| 2010年（平成22年） | 69,607人                               |  |
| 2015年（平成27年） | 72,676人                               |  |
| 2020年（令和2年） | 75,346人                               |  |

## 行政

### 歴代市長
- - 小山正敏（1970年（昭和45年）10月26日 - 1985年（昭和60年）6月30日） 4期15年
  - 細田喜八郎（1985年（昭和60年）7月1日 - 2001年（平成13年）6月30日） 4期16年
  - 穂坂邦夫（2001年（平成13年）7月1日 - 2005年（平成17年）6月30日） 1期4年
  - 長沼明（2005年（平成17年）7月1日 - 2013年（平成25年）6月30日） 2期8年
  - 香川武文（2013年（平成25年）7月1日 - 現職）

### 行政機関等

#### 市の機関
- 志木市役所（2022年8月1日より新庁舎にて業務開始） 
  - 市民サービスステーション（旧志木駅前出張所、2023年5月1日よりマルイファミリー志木8階にて業務開始）
  - 柳瀬川駅前出張所
- 志木市民体育館
- 志木市武道館
- 秋ヶ瀬スポーツセンター
- いろは遊学館
- 志木市立図書館
- 宗岡公民館
- 宗岡第二公民館
- 市民会館
- フォーシーズンズ志木ふれあいプラザ
- 子育て支援センター
- 児童センター
- 志木子育てサロン
- 福祉センター
- 第二福祉センター
- 志木市総合福祉センター
- 市民病院・総合健診センター
- 健康増進センター（旧保健センター）
- 西原ふれあいセンター
- 市立郷土資料館
- 市立埋蔵文化財保管センター

#### 消防
- 埼玉県南西部消防局（朝霞地区一部事務組合が運営している消防本部）
  - 志木消防署
- 志木市消防団

#### 警察
志木市全域を朝霞警察署が管轄している。
- 志木駅東口交番
- いろは橋交番
- 柳瀬川駅前交番

#### 国の機関
- さいたま地方法務局 志木出張所

#### 県の機関
- 南西部地域療育センター

#### その他
- 独立行政法人水資源機構 利根導水総合管理所 秋ヶ瀬管理所 秋ヶ瀬取水堰

#### 広域行政
- 朝霞地区一部事務組合（朝霞市、志木市、和光市及び新座市の4市が設立している一部事務組合）
- 志木地区衛生組合（ごみ処理を目的として、志木市、新座市及び富士見市の3市で構成されている）

## 議会

### 埼玉県議会
- 選挙区：南17区志木市選挙区
- 定数：1人
- 任期：平成31年4月30日 - 令和5年4月29日
- 投票日：平成31年4月7日
- 当日有権者数：61,610人
- 投票率：34.30％

| 候補者名 | 当落 | 年齢 | 党派名 | 新旧別 | 得票数   |
| -------- | ---- | ---- | ------ | ------ | -------- |
| 鈴木正人 | 当   | 50   | 無所属 | 現     | 10,820票 |
| 河野芳徳 | 落   | 40   | 無所属 | 新     | 9,846票  |

### 衆議院
- 選挙区：埼玉4区（朝霞市、志木市、和光市、新座市）
- 任期：令和3年10月31日 - 7年10月30日
- 投票日：令和3年10月31日
- 当日有権者数：386,796人
- 投票率：54.49％

| 当落 | 候補者名   | 年齢 | 所属党派   | 新旧別 | 得票数    | 重複 |
| ---- | ---------- | ---- | ---------- | ------ | --------- | ---- |
| 当   | 穂坂泰     | 47   | 自由民主党 | 前     | 107,135票 | ○    |
|      | 浅野克彦   | 47   | 国民民主党 | 新     | 47,863票  | ○    |
|      | 工藤薫     | 71   | 日本共産党 | 新     | 34,897票  |      |
|      | 遠藤宣彦   | 58   | 無所属     | 元     | 11,733票  |      |
|      | 小笠原洋輝 | 37   | 無所属     | 新     | 3,358票   |      |

## 経済
面積が小さいため、人口だけ見ると近隣自治体に比べ少なめだが人口密度が非常に高く、志木駅周辺は近隣自治体も含め、この地域の中心的な商業地として発展を遂げている。志木駅周辺にはマルイファミリー志木（フォーシーズンズ志木）があり、志木駅改札口から東口に続く駅ビル「エキア志木」は複数の飲食店や専門店が並ぶ。志木駅東口周辺にはファストフードや居酒屋などの飲食店を中心に遊戯施設や小規模商店が並び、これらの商業施設は志木駅南口の新座市域の商業施設と併せて繁華街を形成している。
金融機関は志木駅東口の埼玉りそな銀行、本町ユリノ木通り沿いの武蔵野銀行、柳瀬川駅前の三井住友銀行のほか、川口信用金庫、東京信用金庫の各支店がある。戦前には浦和商業銀行、第八十五銀行の支店もあった。
江戸時代、運河や河岸の整備により舟運が隆盛し、府中街道と新河岸川の交点となった志木市市場坂上付近（引又河岸）は商品流通の拠点として栄え、交通の要衝となった。近代になって、志木の商人らが当初川越街道に並行して敷設予定であった東武東上線を誘致し、その開業と同時に志木駅を開設した。それ以来東上線の主要駅となり、東上線の特急・急行停車駅として認知されて来た。現在、商業の中心地は市場坂上から志木駅周辺に移行している。
当市は、こうした交通網を背景とする商業地の土地柄を基盤として発展し、太平洋戦争後は東京のベッドタウンとして人口が急増した。近年、駅周辺を中心に分譲マンションが数多く建設され、人口が急増している。

### 産業
主要産業は商業である。市域の大部分は住宅地ならびに農地であり、工業地は少ない。かつては小松フォークリフトや日本レダリー、東洋キヤリア工業などの工業事業所があったが、いずれも既に撤退している。
市内に本社を置く主な企業
- 東上ガス

## 姉妹都市・提携都市
国内
- 群馬県館林市 - 1997年（平成9年）8月4日「災害時における相互応援協定」締結
- 長野県上水内郡飯綱町 - 2008年（平成20年）4月21日「災害時における相互応援協定」締結
- 千葉県香取郡東庄町 - 2013年（平成25年）7月30日「災害時における相互応援協定」締結
- 山梨県富士吉田市 - 2017年（平成29年）1月27日「文化・観光交流協定」締結

海外
-  ワシントン・コート・ハウス市（アメリカ合衆国オハイオ州）

## 地域

### 町名・大字
- 本町（ほんちょう）：志木駅東口から志木市役所にかけてのエリア。住宅が密集し、商業施設のほか市民会館パルシティや志木消防署・志木郵便局などの公共施設も所在。
- 柏町（かしわちょう）：柳瀬川駅東口から柳瀬川沿いにかけてのエリア。ほぼ全域が住宅地となっている。戦国時代に柏城が存在していた。
- 幸町（さいわいちょう）：志木駅から西のエリア。近年区画整理され、マンションや新興住宅地が建設された。
- 館（たて）：柳瀬川駅から南のエリア。全域が志木ニュータウンに属する。緑が多く、川沿いには桜並木がある。

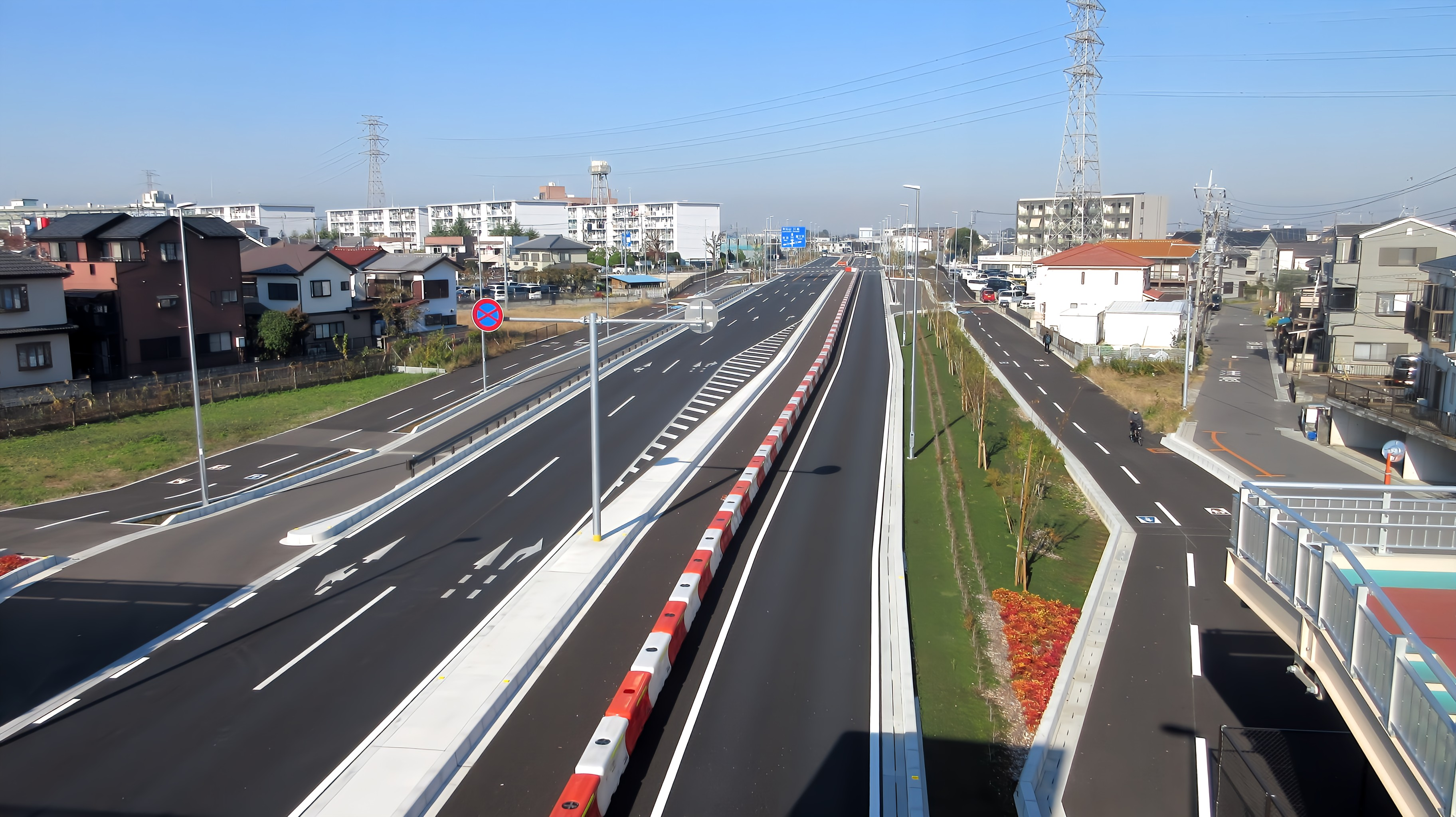
和光富士見バイパス(宗岡の歩道橋より)

- 上宗岡（かみむねおか）：市北部、荒川と新河岸川の間が宗岡地区と呼ばれ、上宗岡はその北端に位置する。北部には浦和所沢バイパスが通る。
- 中宗岡（なかむねおか）：宗岡地区の中央に位置し、志木街道が中心部を東西に抜ける。また、南北に和光富士見バイパスが建設されている。
- 下宗岡（しもむねおか）：宗岡地区の南東に位置する。近隣では住宅地の中に、工場や農地も点在している。朝霞浄水場朝霞水路沈砂池がある。
- 宗岡（むねおか）：荒川堤外の地域を指す。その大部分が農地で他に秋ヶ瀬運動公園、秋ヶ瀬取水堰がある。

### 住宅団地
- 志木柳瀬川住宅（館）
- 志木中宗岡住宅（中宗岡）

### 福祉・保育・健康
市は2つの福祉センター、健康センター、教育・福祉交流センター、総合福祉センターを有し、これら施設利用者を対象とした無料福祉バス「ふれあい号」を運行している。また高齢者や障害者に対する公共交通機関利用援助制度や自立支援制度、要介助者に対する日常生活支援制度、諸手当制度、ならびにこうした案件に関する相談窓口を設けている。
このほか、子育て支援政策の一環として、市内に3つの市立子育て支援センターおよび5つの市立保育園を有するほか、子供・乳幼児に対する医療補助支援制度および諸手当制度、母子・父子家庭に対する諸支援制度、保育制度、ならびにこれらの案件に対する相談窓口を設けている。
住民の平均年齢：41.3歳（男40.5歳、女42.1歳。平成18年1月1日現在）

#### 医療機関
主な総合病院は以下のとおり。
- TMG宗岡中央病院（旧・志木市立市民病院）
  - 内科、小児科、外科、整形外科、リハビリテーション科
- 浅野病院
  - 内科、循環器科、外科、整形外科、脳神経外科、皮膚科、泌尿器科

このほか、志木駅や柳瀬川駅周辺を中心にクリニックがある。

#### 保育施設
- 志木市立いろは保育園
- 志木市立北美保育園
- 志木市立西原保育園

### 教育

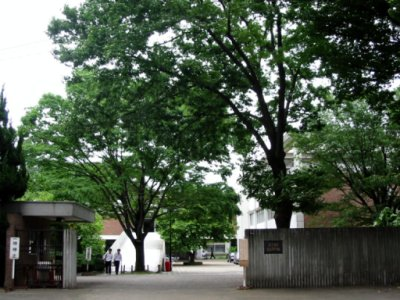
慶應義塾志木高等学校

全国に先駆けて、市独自に小学校低学年の少人数学級を敷いた。ほか、市教育体制の先進性は志木市の大きな特徴となっている。志木の発展の経緯から文教都市としても知られる。
- 高等学校
  - 埼玉県立志木高等学校
  - 慶應義塾志木高等学校
  - 細田学園高等学校
  - むさしの高等学院（星槎国際高等学校技能連携校）
- 中学校
  - 細田学園中学校
  - 志木市立志木中学校
  - 志木市立志木第二中学校
  - 志木市立宗岡中学校
  - 志木市立宗岡第二中学校
- 小学校
  - 志木市立志木小学校 - ウェイバックマシン（2003年8月2日アーカイブ分）
  - 志木市立志木第二小学校
  - 志木市立志木第三小学校
  - 志木市立志木第四小学校
  - 志木市立宗岡小学校
  - 志木市立宗岡第二小学校
  - 志木市立宗岡第三小学校
  - 志木市立宗岡第四小学校
- 幼稚園
  - 足立みどり幼稚園
  - 泉幼稚園
  - おおのみち幼稚園
  - 幸福の森幼稚園
  - 志木なかもり幼稚園
  - 細田学園幼稚園
  - みわ幼稚園

### 郵政
郵便番号は市内全域が「353-00xx」である。
- 志木郵便局（風景印あり） - 志木市全域の集配を担当
  - 志木館郵便局（風景印あり）
  - 柳瀬川駅前郵便局（風景印あり）
  - 志木宗岡郵便局（風景印あり）
  - 志木上町郵便局（風景印あり）

## 交通

### 鉄道
東武鉄道
 東上本線
- 柳瀬川駅

なお、志木駅は隣接する新座市に所在する。

### バス
- 東武バスウエスト
- 国際興業バス

### タクシー
タクシーの営業区域は県南西部交通圏で、川越市・所沢市・東松山市・飯能市・和光市などと同じエリアとなっている。

### 道路
一般国道
- 国道254号 和光富士見バイパス
- 国道463号浦和所沢バイパス

県道
- 主要地方道
  - 埼玉県道36号保谷志木線
  - 埼玉県道40号さいたま東村山線
  - 埼玉県道79号朝霞蕨線
- 一般県道
  - 埼玉県道112号和光志木線
  - 埼玉県道113号川越新座線
  - 埼玉県道215号宗岡さいたま線
  - 埼玉県道244号志木停車場線
  - 埼玉県道266号ふじみ野朝霞線

## 観光・史跡

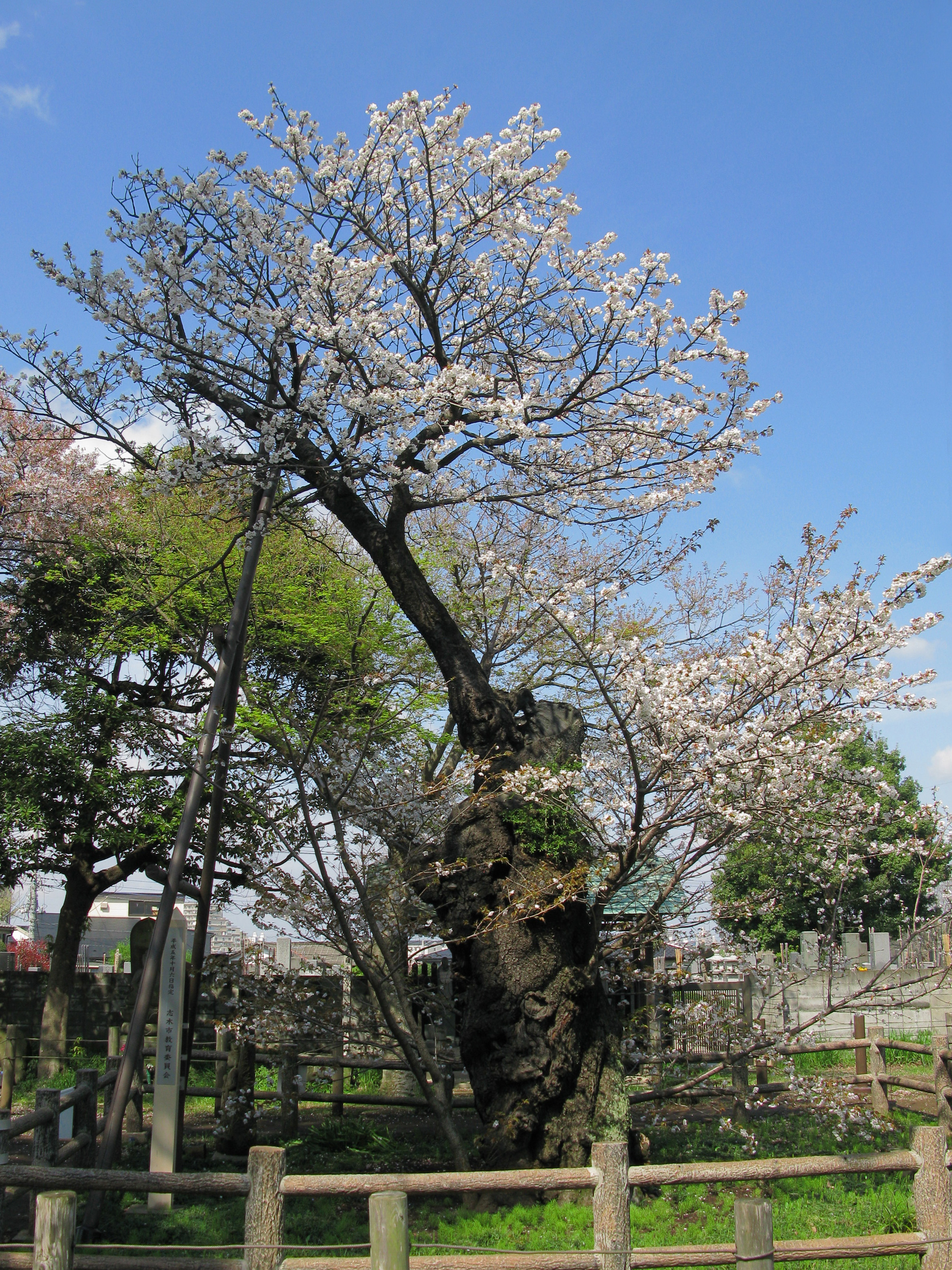
チョウショウインハタザクラ（全景）

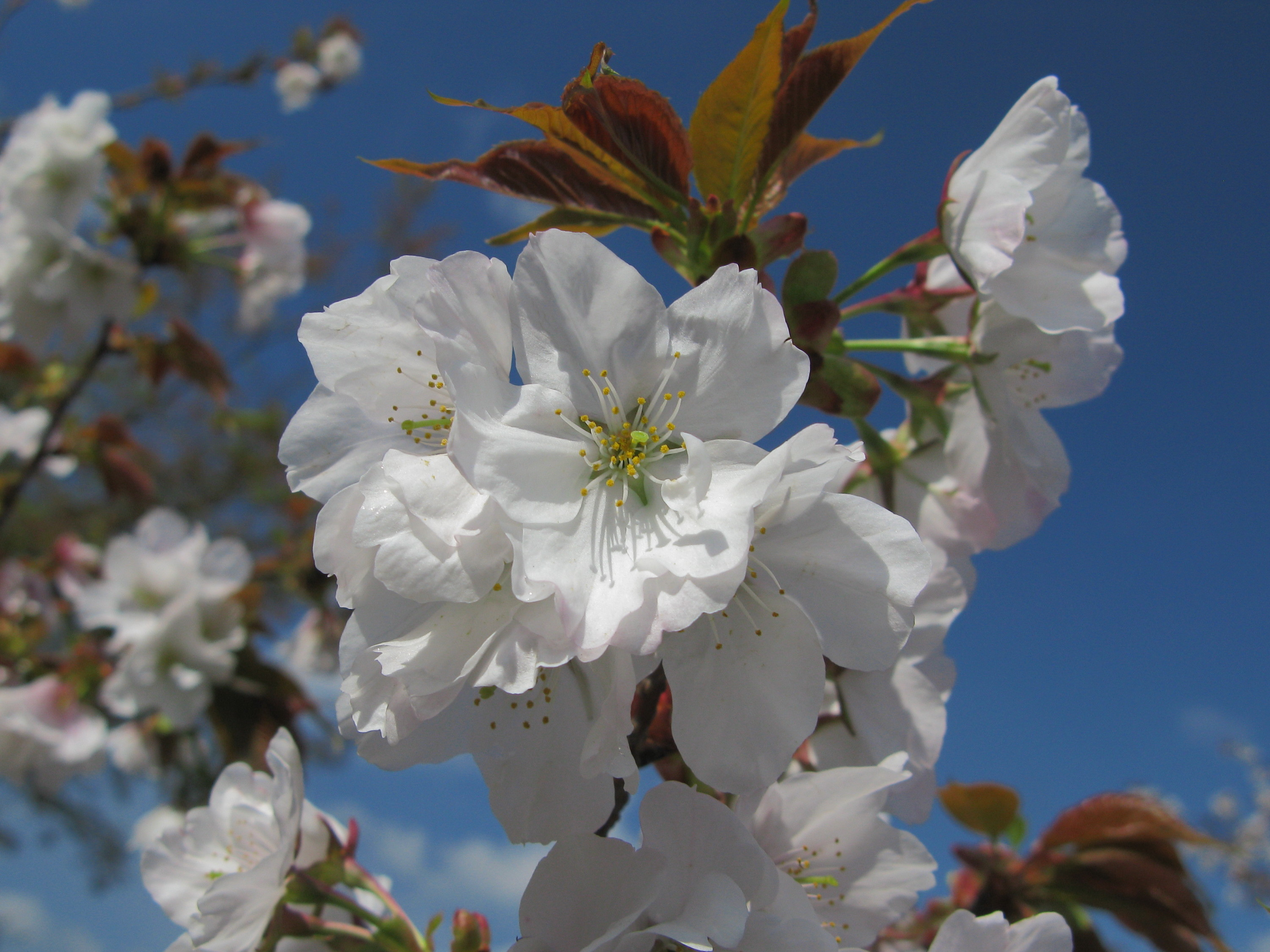
チョウショウインハタザクラの花（2012年4月）

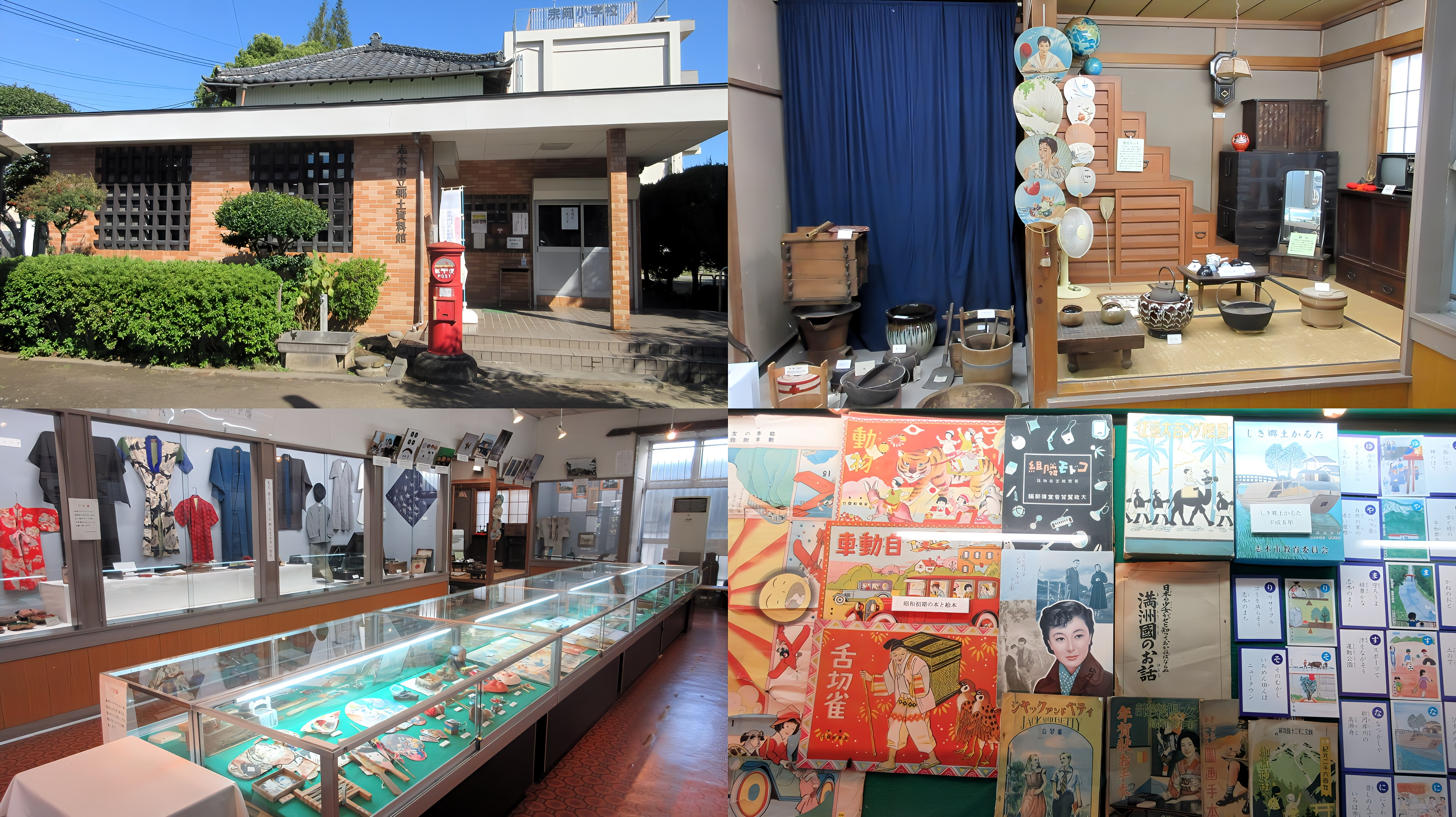
志木市立郷土資料館

河童の伝承 が残る街として知られ、市内の至る所に河童像が点在している。観光資源は少ないが、柳瀬川沿いの桜並木は東武東上線沿線における著名な桜の名所である。そのほか、世界に1本しかないと注目されたチョウショウインハタザクラ（長勝院旗桜）や国の重要有形民俗文化財である田子山富士塚、国の登録有形文化財である朝日屋原薬局の建築物などがある。また、まちおこしの一環として、この旗桜にちなんだ商品が開発され市内の小売店で販売されている。
チョウショウインハタザクラにちなんだ商品
- はたさくらまんじゅう（饅頭）
- はたざくら最中（もなか）
- 旗桜（日本酒）

長年にわたり、市役所付近の新河岸川の春の風物詩となっていたこいのぼり掲揚を復活させて観光資源化する取り組みが行われている。

### 文化財
- 登録有形文化財
  - 朝日屋原薬局 - 明治20年代創業の薬局。現在も薬局の店舗として使用されている[13][14]。
- 重要有形民俗文化財
  - 田子山富士塚 - 明治初期に本町の敷島神社に築造された富士塚[11]。
- 市指定文化財
  - チョウショウインハタザクラ（長勝院旗桜）
  - 村山快哉堂
  - いろは樋の大枡

### 郷土資料館
郷土の考古・歴史・民俗資料を収集・保存・展示公開した施設。市民がこれらの資料を利用して学習するもので、建物は市民から寄贈された江戸末期の建物を改築している。
。

### 桜
市内には柳瀬川堤のソメイヨシノの桜並木やチョウショウインハタザクラに代表される桜の名所が多い。新河岸川堤（いろは親水公園）の桜並木や宝幢寺のシダレザクラなどは比較的広く知られているが、このほかにも各地域にそれぞれ桜の名所がある。このうち、柳瀬川および新河岸川の桜並木および敷島神社境内では桜の時期に桜まつりが催され、夜間はぼんぼりが灯され夜桜を鑑賞できる。
- 本町・宗岡地区
  - 志木小・志木市民会館の桜
  - 敷島神社の桜
  - いろは親水公園・新河岸川堤の桜
  - 宗岡四小の桜
  - せせらぎの小径の桜並木（桜並木道）
  - 道興准后の歌碑の桜
- 舘・柏町・幸町地区
  - 長勝院の旗桜
  - 寶幢寺の桜（シダレザクラ）
  - 柳瀬川堤の桜（桜並木道）
  - 志木二小・志木二中の桜（桜並木道）

### 寺社
- 本町
  - 東明寺
  - 立善講寺
  - 御嶽神社
  - 敷島神社 - 境内に重要有形民俗文化財の田子山富士塚がある。
- 柏町
  - 寶幢寺 - 河童の伝承が残る寺院。江戸幕府第三代将軍徳川家光が鷹狩りの際休息した。
  - 神明神社
  - 舘氷川神社
  - 長勝院跡 - 現在は御堂が取り壊され、敷地内に長勝院旗桜のみ残されている。
- 幸町
  - 愛宕神社
  - 大六天社
- 上宗岡
  - 千光寺
  - 大仙寺
  - 羽根倉浅間神社
  - 上ノ氷川神社
- 中宗岡
  - 実蔵院
  - 天神社
  - 中ノ氷川神社
- 下宗岡
  - 大日堂
  - 下ノ氷川神社

## 出身人物
- アントニオ小猪木（芸人）
- 板倉俊之（インパルス、お笑い芸人）
- 岩崎全智（南日本放送アナウンサー）
- 桂文ぶん（落語家）
- 小坂忠（シンガーソングライター）
- 田中明彦（JICA理事長、三極委員会アジア太平洋地域議長、東京大学元副学長）
- 田中正人（プロアドベンチャーレーサー）
- 堤礼実（フジテレビアナウンサー）
- トミー蘭（レフェリー、元全女レスラー）
- 永倉万治（作家）
- 滝口学（荒川区長）
- 原昭二（薬学者）
- 藤森奈津子（女流棋士）
- 舩山陽司（フリーアナウンサー）
- 穂坂邦夫（政治家）
- 穂坂泰（政治家・外務大臣政務官）
- ホッピー神山（ミュージシャン）
- 三上雄石（連珠第二世永世名人）
- 本岡なり美（フリーアナウンサー）
- 矢野祐未（バスケットボール選手）
- 山崎賢一（プロ野球選手・元大洋）
- 釉木淑乃（小説家、永倉万治は兄）

## ゆかりのある人物
- 中森明菜（歌手）- 父親の出身地
- 相本久美子（女優・タレント） - 小学校～高校時代まで当市に住んでいた。
- 北川博敏（プロ野球選手・元オリックス） - 兵庫県伊丹市出身。中学1年時に当市へ転居してきた。
- サヘル・ローズ - イラン出身。7歳のときに来日し、志木市立志木第三小学校の2年生に編入した。
- 式貴士（SF作家） - ペンネームが「志木市」に住んでいた事に由来する。
- 香川茂（児童文学作家）
- 松永安左エ門（実業家） - 東邦産業研究所（現・慶応義塾志木高等学校寄贈）を設立した。
- 大澤敦史（ミュージシャン） - 当市生まれ、静岡県浜松市出身。

## 当市が登場する作品
- 『志木おどり』（島倉千代子）
- 『黒豹の鎮魂歌』第三部（大藪春彦）
- 『くノ一探偵局』

## 備考
- 志木町・志紀町の小字名一覧
- 宗岡村の小字名一覧
- 大宮アルディージャ - NTT東日本志木総合グラウンドをアカデミーの育成部が使用している[16][17]。
- サテライト・オフィス - 1988年5月に住友信託銀行、鹿島建設、富士ゼロックス、内田洋行、リクルート、NTTグループの大手企業数社によって設置された、「志木サテライトオフィス」が発祥とされている。
- コイノニア福音グループ
- コミュニティシェアFM
- ららぽーと志木 - 旧称・志木ファイブ。2005年3月31日閉館。
- トラック野郎・突撃一番星 - ロケ地として旧志木市役所の敷地と建物外観が使われた。
- がんばれ!レッドビッキーズ - 秋ヶ瀬橋周辺の下宗岡のグランドがロケ地としてOP・EDと本編に登場している。
- カパル- 志木市文化スポーツ振興公社のイメージキャラクター。2018年ゆるキャラグランプリ優勝
- 志木あら - 荒川にある秋ヶ瀬取水堰付近にアザラシが出没した。
- 猫の怪 - 志木市の伝承の一つ。